# سوبانگ جایا
سوبانگ جایا نام شهری در ۲۰ کیلومتری جنوب کوالالامپور در کشور مالزی است. دانشگاه‌های خارجی مالزی عمدتاً در این شهر جای دارند.